# اثر گریز گلخانه‌ای
اثر گریز گلخانه‌ای (به انگلیسی: Runaway greenhouse effect) زمانی روی می‌دهد که اتمسفر یک سیاره دربردارنده مقدار زیادی گاز گلخانه‌ای باشد به گونه‌ای که تابش حرارتی از سیاره را مسدود کرده و سیاره نتواند خنک شود یا آب مایع بر روی سطحش وجود داشته باشد. نوع گریزی اثر گلخانه‌ای می‌تواند به صورت محدودیتی بر روی تابش موج بلند زمین تعریف شود که به‌طور متناوب بدان دست یافته می‌شود، به علت دمای سطح بالاتر یک گونه متراکم (معمولاً آب) را بخار کرده و وارد اتمسفر می‌کند و باعث افزایش عمق نوری می‌شود. این بازخورد مثبت بدین معنی است که سیاره نمی‌تواند از راه تابش طول موج بلند (قانون استفان-بولتزمن) خود را خنک کند و به گرم شدن تا جایی که بتواند خارج از طیف جذبی گونه‌های قابل تراکم، تابش کند ادامه می‌دهد.
اثر گریز گلخانه‌ای معمولاً برای بخار آب به عنوان گونه قابل تراکم فرمول بندی می‌شود. در این مورد بخار آب وارد استراتوسفر می‌شود و از طریق گریز هیدرودینامیکی به فضا می‌گریزد و بدین سان سیاره‌ای خشکیده برجای می‌ماند. این ممکن است در اوایل تاریخ ناهید روی داده باشد.

## مطالعه بیشتر
- Steffen, Will; Rockström, Johan; Richardson, Katherine; Lenton, Timothy M.; Folke, Carl; Liverman, Diana; Summerhayes, Colin P.; Barnosky, Anthony D.; Cornell, Sarah E.; Crucifix, Michel; Donges, Jonathan F.; Fetzer, Ingo; Lade, Steven J.; Scheffer, Marten; Winkelmann, Ricarda; Schellnhuber, Hans Joachim (2018-08-06). "Trajectories of the Earth System in the Anthropocene". Proceedings of the National Academy of Sciences. 115 (33): 8252–8259. Bibcode:2018PNAS..115.8252S. doi:10.1073/pnas.1810141115. ISSN 0027-8424. PMC 6099852. PMID 30082409. We explore the risk that self-reinforcing feedbacks could push the Earth System toward a planetary threshold that, if crossed, could prevent stabilization of the climate at intermediate temperature rises and cause continued warming on a “Hothouse Earth” pathway even as human emissions are reduced. Crossing the threshold would lead to a much higher global average temperature than any interglacial in the past 1.2 million years and to sea levels significantly higher than at any time in the Holocene.